# Spominski znak Načelniki pokrajinskih štabov TO 1991
Spominski znak Načelniki pokrajinskih štabov TO 1991 je spominski znak Slovenske vojske, ki je namenjen pripadnikom Slovenske vojske, ki so v pripravah in v vojni leta 1991 aktivno delovali v pokrajinskih štabih teritorialne obrambe, poveljstvu specialne brigade na dolžnosti načelnika štaba in v RŠTO načelnika operativnega odseka. (Odredba št. 960-01-9/98 ministra za obrambo Republike Slovenije)
Znak je bil ustanovljen 25. februarja 1998 na ukaz Tita Turnška.

## Opis
Spominski znak je krožne oblike, ki ga tvori venec lipovih listov, ki v zgornjem delu prehaja v simboliziran Triglav. V ozadju sta dve prekrižani puški. V sredini znaka sta dva pokončna, stoječa stebra. Prostor med puškinima kopitoma je povezan. V njem je napis »1991 NAČELNIKI PŠTO«. Znak je bele barve, lipovi listi so zeleni, napis ima modro podlago. Meči, obroba in napis so v zlati barvi. (Odredba št. 960-01-9/98 ministra za obrambo Republike Slovenije)
Na vsakem znaku sta na zadnji strani vgravirana ime in priimek nosilca znaka. (Odredba št. 960-01-9/98 ministra za obrambo Republike Slovenije)

## Nadomestne oznake
Nadomestna oznaka je temno modre barve z miniaturnim znakom. (Odredba št. 960-01-9/98 ministra za obrambo Republike Slovenije)

## Nosilci
- seznam nosilcev spominskega znaka Načelniki pokrajinskih štabov TO 1991